# Indolpium
Indolpium es un género de arácnido del orden Pseudoscorpionida de la familia Olpiidae.

## Especies
Las especies de este género son:
- Indolpium afghanicum Beier, 1961
- Indolpium asiaticum Murthy & Ananthakrishnan, 1977
- Indolpium centrale Beier, 1967
- Indolpium decolor Beier, 1953
- Indolpium funebrum (Redikorzev, 1938)
- Indolpium intermedium Murthy & Ananthakrishnan, 1977
- Indolpium loyolae (Murthy, 1961)
- Indolpium majusculum Beier, 1967
- Indolpium modestum Murthy & Ananthakrishnan, 1977
- Indolpium politum Murthy & Ananthakrishnan, 1977
- Indolpium robustum Murthy & Ananthakrishnan, 1977
- Indolpium squalidum Murthy & Ananthakrishnan, 1977
- Indolpium thevetium Murthy & Ananthakrishnan, 1977
- Indolpium transiens Beier, 1967